# Jardim América
Jardim América è un quartiere (bairro) della Zona Nord della città di Rio de Janeiro in Brasile.

## Amministrazione
Jardim América fu istituito come bairro a sé stante il 23 luglio 1981 come parte della Regione Amministrativa XXXI - Vigário Geral del municipio di Rio de Janeiro.